# Ferdinand Boldemann

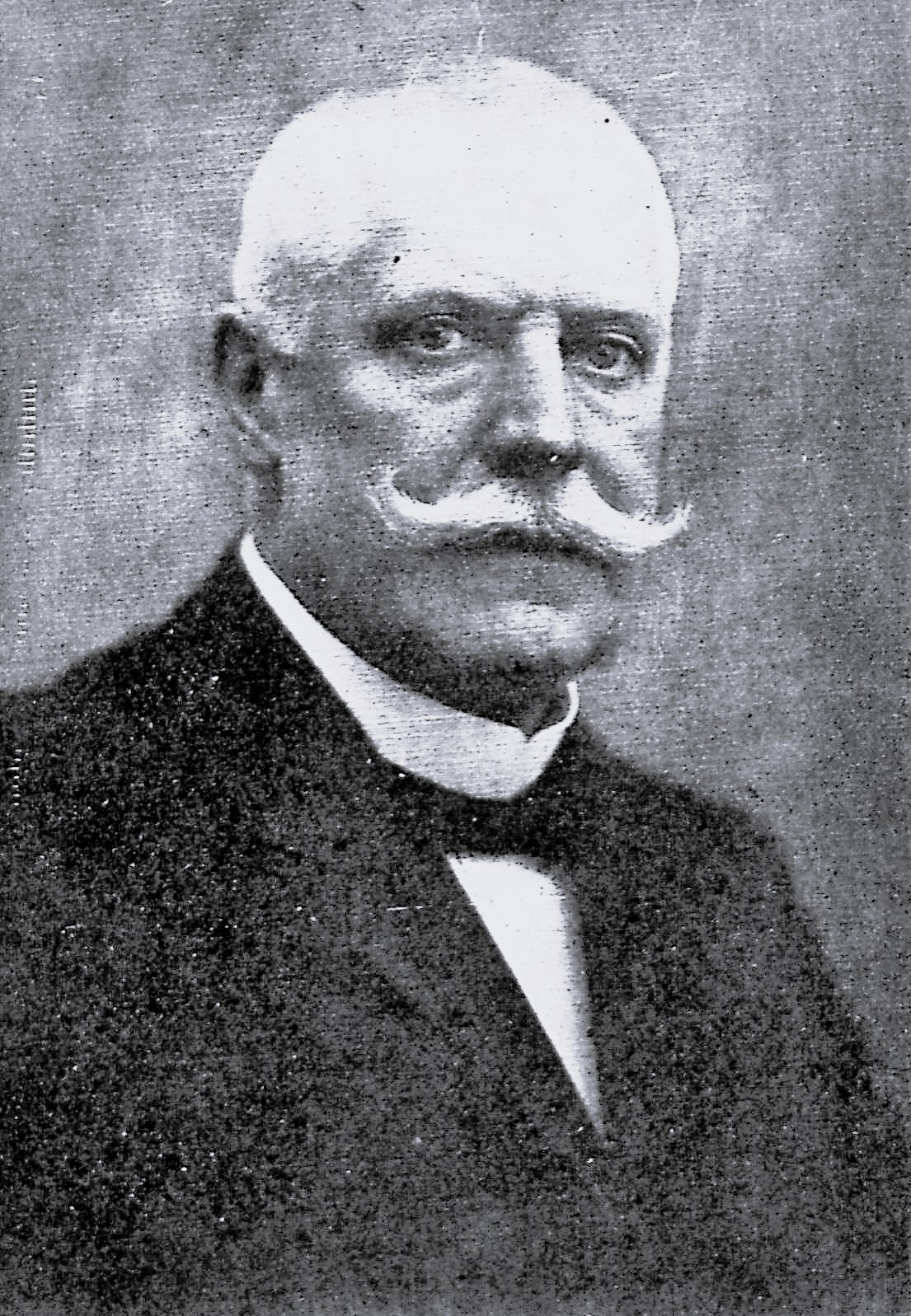
Ferdinand Boldemann

John Ernst Ferdinand Boldemann (* 21. Januar 1847 in Schiffbeck an der Bille; † 1. April 1921 in Lübeck) war ein deutscher Kaufmann.

## Leben
Ferdinand Boldemann war ein Sohn des aus Grabow stammenden Hamburger Getreidehändlers Joachim Georg Samuel Boldemann (1802–1851) und seiner Frau Elisabeth, geb. Brandt (1819–1886). Friedrich Boldemann war sein Onkel.
Hermann Deecke gründete in der Hansestadt 1868 eine Firma für Agenturen und Commissionen. In Hamburg heiratete der spätere lübeckische Senator im Jahr darauf am 8. August 1869 Johanna Boldemann. Sie war die Tochter von Georg Boldemann (1815–1855), einem Vetter von Ferdinand Boldemann. 

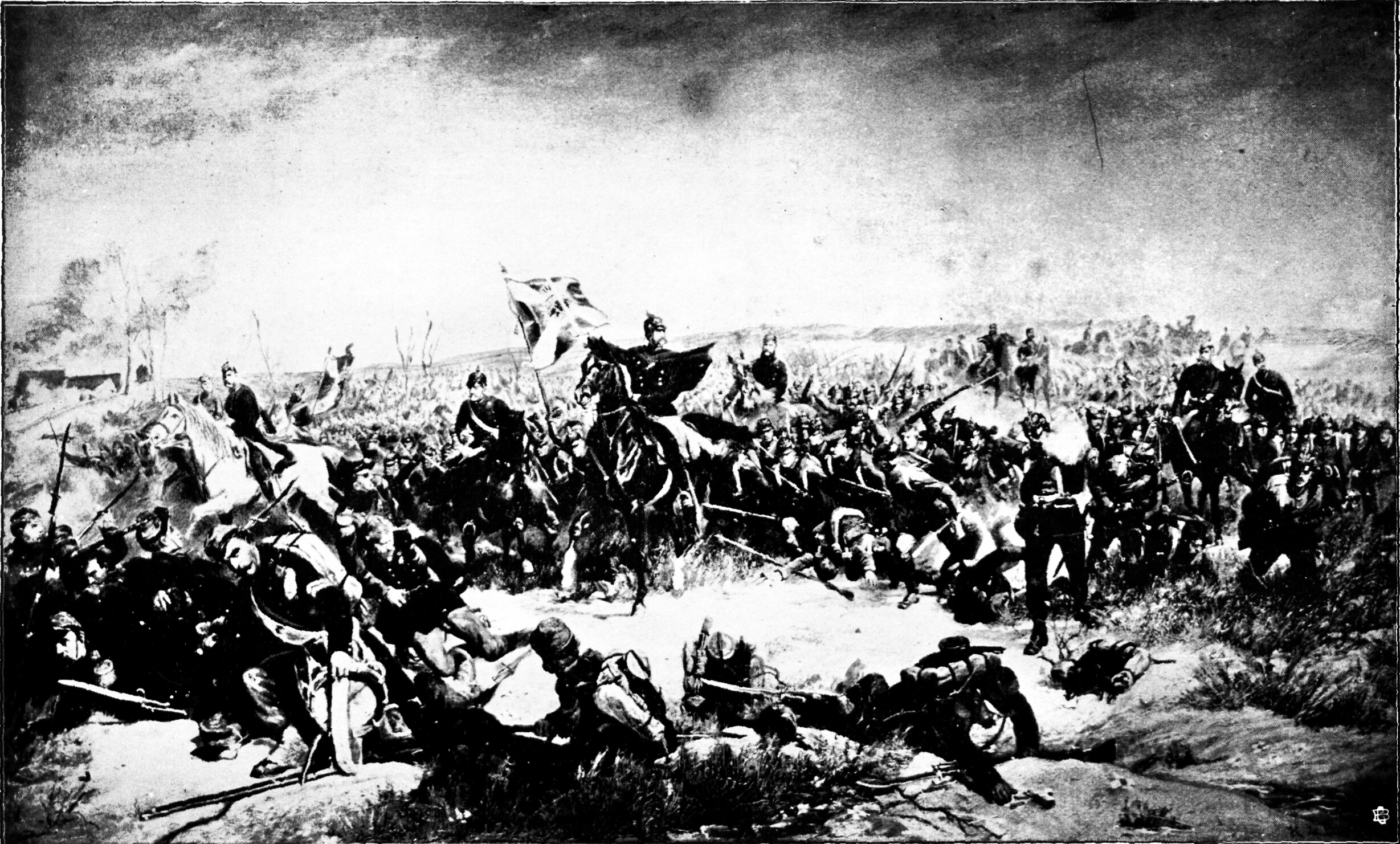
Füsilierbataillon in der Schlacht von Loigny

Während des Deutsch-Französischen Kriegs gehörte Boldemann dem Lübeckischen Bataillon der Füsiliere des 2. Hanseatischen Infanterie-Regiments Nr. 76 an. Mit diesem focht er beim Loigny-Sturm der Hanseaten mit. Claus Hermann de Boor hielt das Ereignis auf einem Gemälde fest. Diese Schlacht sollte in dem später für das aus dem III. Bataillon entstehende 3. Hanseatische Infanterie-Regiment Nr. 162 identitätsstiftend werden.
Am 16. April 1875 erhielt Boldemann das lübeckische Bürgerrecht, was ihm ermöglichte, der lübeckischen Kaufmannschaft anzugehören. Zu diesem Zeitpunkt wohnte er in der Wahmstraße, Johannis Quartier 476. Als er am 1. Juli 1879 in das Unternehmen eintrat, änderte sich deren Name von „Hermann Deecke“ in „Deecke & Boldemann“. Dies Unternehmen ist heute eine Versicherungsagentur. Boldemann war auch vereidigter Taxator und Auctionator.
Die Handelskammer, sie war als Vorstand der Kaufmannschaft mit den Aufgaben einer Wirtschaftsbehörde betraut, ernannte Boldemann zum 1. Januar 1880 für zunächst sechs Jahre als Sachverständigen für die Besichtigung und Schätzung der durch Seeunfälle an Schiff und Ladung entstandenen Schäden, sowie zur Abgabe von Gutachten über von Schifffahrtskundigen zu beurteilende Verhältnisse als Kaufmännischer Sachverständiger für Güter im Allgemeinen bestellt.
Der Bürgerausschuss erwählte Boldemann zum Vertrauensmann für die Auswahl von Schöffen. Die „Hanseatische Versicherungsanstalt für Invaliditäts- und Arbeitsversicherung“ wählte unter andren ihn als Vertreter der Arbeitgeber. Der Senat erwählte ihn am 13. Dezember 1890 zum Bürgerlichen Deputierten als Nachfolger für den aus dem Amt bei der Einkommensteuer-Schätzungskommission für die Stadt Lübeck (Südseite) scheidenden Johann Heinrich Evers.
Bei den Bürgerschaftswahlen wurde Boldemann als Mitglied der „Vaterstädtischen Partei“ für das Johannis Quartier und die Vorstadt St. Jürgen in die Lübecker Bürgerschaft gewählt. Die Versammlung der Kaufmannschaft vom 26. Juni wählte ihn in ihre Handelskammer.
Zur Bildung eines „Vereins der Musikfreunde in Lübeck“ wurde am 15. Dezember 1895 ein vorberatender Ausschuss gebildet. Dieser erwählte Boldemann in seinen Vorstand. Dort sollte er bis zu seinem Tode bleiben.
Die Gesellschaft zur Beförderung gemeinnütziger Tätigkeit schlug Boldemann für die Wahl eines Vorsteher des Handelsmuseums vor. In deren Sitzung vom 28. Februar 1896 wurde er dazu gewählt.
Laut Beschluss der Handelskammer wurde Boldemann zu deren Revisor bestellt. Auf der Versammlung der Kaufmannschaft vom 29. Juni 1897 wurde H. C. W. Eschenburg anstatt seiner zum Mitglied der Handelskammer gewählt.
Anstelle des zum Bürgerlichen Deputierten bei der Steuerbehörde ernannten H. L. Th. Kähler wurde am 26. Juni 1902 Boldemann an dessen Stelle bei der Steuerschätzungskommission für die Südseite der Stadt gewählt. Im Folgejahr wählte man ihn zum Bürgerlichen Deputierten bei der Vorsteherschaft des Krankenhauses, heute Sana Kliniken.
Gemäß §6 der Börsenordnung und §3 der Bestimmungen der Produktenbörse wurde am 20. August 1904 unter anderen Boldemann als Vertreter des Handelsstandes zu den Mitgliedern des Vorstandes der Produktenbörse gewählt.
Boldemann beteiligte sich auch am Öffentlichen Leben. Sämtlichen Gebieten wie der Sanitätskolonne, dem Diakonissenwesen oder dem Vaterländischen Frauenverein vom Roten Kreuz galt sein besonderes Interesse.
Ebenfalls war Boldemann als Logenmeister der Johannisloge „Zum Füllhorn“ der Großen Landesloge der Freimaurer von Deutschland tätig.
Gegen Mittag des 1. Aprils 1921 erlitt der Seniorchef einen Schlaganfall und verstarb. Zuletzt hatte er in der Villa Roeckstraße 1 gewohnt. Er wurde eingeäschert und die Urne auf dem Jakobi-Feld des Burgtorfriedhofs beigesetzt.

## Porträts
- Ferdinand Boldemann als Knabe mit seinem Bruder Rudolf und Großvater Jürgen Hinrich Brandt. Daguerreotypie ohne Datum (um 1853), von (unbekannt), Sammlung Museum für Kunst und Gewerbe, Hamburg, Inv. Nr. PD2013.116, Digitalisat
- Joachim Georg Samuel Boldemann, (Vater). Lithographie von Friedrich Adolph Hornemann, gedruckt von Charles Fuchs, Blatt 305 × 250 mm, um 1850, Hamburger Kunsthalle, Kupferstichkabinett, Inv. Nr.: 46196, Digitalisat